# Reinhard Schaletzki
Reinhard Schaletzki (* 21. Mai 1916 in Gleiwitz; † 20. März 1995 in Stuttgart), Spitzname „Schalle“, war ein deutscher Fußballspieler der im Jahr 1939 zwei Länderspiele für die A-Nationalmannschaft des DFB unter Trainer Sepp Herberger bestritt.

## Karriere

### Vereine
Schaletzki ging als Spieler des VfB 1910 Gleiwitz hervor, mit dem er am Saisonende 1934/35 in der zweitklassigen Bezirksliga Oberschlesien die Meisterschaft gewann. 1937 wechselte er als spielstarker Halbstürmer zum SV Vorwärts-Rasensport Gleiwitz, mit dem er während seiner von 1937 bis 1943 währenden Vereinszugehörigkeit und der viermal in Folge errungenen Meisterschaft in der Gauliga Schlesien, eine von zunächst 16, später auf 23 aufgestockten Gauligen zur Zeit des Nationalsozialismus als einheitlich höchste Spielklasse im Deutschen Reich, dreimal – außer 1940 – die Endrunde um die Deutsche Meisterschaft erreichte. In den insgesamt elf Endrundenspielen erzielte er sieben Tore, alle in den sechs Spielen der Gruppe 4 1938/39.
Von November bis Dezember 1939 war er als Kriegsgastspieler für den VfL Köln 1899 aktiv und bestritt zwei Spiele im Wettbewerb um den Tschammerpokal. Am 19. November erzielte er in der 2. Schlussrunde beim 6:1-Sieg bei Borussia Dortmund drei Tore, und am 10. Dezember im Achtelfinale bei der 1:3-Niederlage gegen den SC Wacker Wien ein Tor.
Die Saison 1943/44 spielte er in der Gauliga Niederschlesien für die Breslauer SpVgg 02 in der Staffel Breslau B der Gruppe Breslau. Als Sieger aus dieser hervorgegangen gewann er das am 23. Januar und 6. Februar 1944 in Hin- und Rückspiel ausgetragene Breslauer Finale gegen den SC Vorwärts Breslau, den Sieger der Staffel Breslau A, im Gesamtergebnis von 12:0. Das sich anschließende im Rundenturnier ausgetragene Finale um die Gaumeisterschaft Niederschlesien gewann der STC Hirschberg verlustpunktfrei.
Nach dem Zweiten Weltkrieg spielte er von 1945 bis 1949 gemeinsam mit den ehemaligen und zuletzt im Jahr 1942 aktiven Nationalspielern Albert Sing, Edmund Conen und Helmut Jahn bei den Stuttgarter Kickers in der Oberliga Süd; 41 Tore erzielte er in 89 Punktspielen. Dabei ragte die Saison 1947/48 mit 113 erzielten Toren und den damit erreichten dritten Platz heraus. Vorübergehenden Ärger hatte es im Frühjahr 1947 gegeben, als Schaletzki während einer Sperre heimlich zwei Privatspiele für den VfL Freiburg bestritten hatte.
Die Saison 1949/50 spielte er für den Freiburger FC in der Gruppe Süd der Oberliga Südwest, die Saison 1950/51 nochmals für die Stuttgarter Kickers in der 2. Oberliga Südwest, die als Meister abgeschlossen wurde. Parallel dazu war er 1950/51 als Spielertrainer des FV Kornwestheim in der 1. Amateurliga Württemberg aktiv.

### Auswahl-/Nationalmannschaft
Als Spieler der Gauauswahlmannschaft Schlesien nahm er am Gauauswahlwettbewerb um den Reichsbundpokal teil. Nach den Siegen im Achtel- und Viertelfinale beim 5:0-Sieg über die Gauauswahlmannschaft Nordmark und beim 4:1-Sieg über die Gauauswahlmannschaft Ostmark erreichte er mit seiner Mannschaft das am 5. Februar 1939 in Stuttgart angesetzte Halbfinale, das auf der Adolf-Hitler-Kampfbahn mit 2:1 gegen die Gauauswahlmannschaft Württemberg dank seines Siegtreffers in der 89. Minute entschieden wurde. Auch im Finale, das am 5. März 1939 im Dresdener Stadion am Ostragehege ausgetragen wurde, erzielte er beim 2:1-Sieg über die Gauauswahlmannschaft Bayern mit dem Treffer zum 2:0 in der 48. Minute ein Tor. Mit Wilhelm Koppa, Richard Kubus, Günther Mettke, Robert Pischzek, Ernst Plener, und Alfred Wydra spielten sechs weitere Spieler aus seinem Verein im Finale.
Als Spieler des SV Vorwärts-Rasensport Gleiwitz kam er als Nationalspieler am 22. und 29. Juni 1939 beim 4:0-Sieg über die Nationalmannschaft Norwegens in Oslo und beim 2:0-Sieg über die Nationalmannschaft Estlands in Tallinn, gegen die ihm das Tor zum Endstand in der 60. Minute gelang, zum Einsatz.

## Erfolge
- Meister 2. Oberliga Süd 1951
- Breslauer Meister 1944
- Gaumeister Schlesien 1938, 1939, 1940, 1941
- Bezirksmeister Oberschlesien 1935
- Reichsbundpokal-Sieger 1939

## Sonstiges
Während seiner Gastspielzeit bei der Breslauer SpVgg 02 hatte er im Jahr 1943 in Ernst Plener einen, wie er ehemaligen Nationalspieler und Mitspieler aus der gemeinsamen Zeit beim SV Vorwärts-Rasensport Gleiwitz. Mit dem Spieler des FV Daxlanden, August Klingler, entwickelte sich während dieser Zeit eine enge Freundschaft die am 26. August 1943 dazu führte, dass er als Trauzeuge von Klingler in Karlsruhe weilte.
Schaletzki war gelernter Kaufmann und arbeitete als Sachbearbeiter im Innenministerium. Bis zu seinem Tod war Schaletzki im Stuttgarter Stadtbezirk Sillenbuch wohnhaft.